# Дзюн Кадзама
Дзюн Кадза́ма (яп. 風間 準) — персонаж из серии игр Tekken, дебютировавший в Tekken 2. Мать Дзина Кадзамы, рождённого от связи с Кадзуей Мисимой.
Будучи борцом за сохранение природы и матерью Дзина Кадзамы, Дзюн играет важную роль в сюжете игровой серии, несмотря на её отсутствие в большинстве игр. После её исключения из основной сюжетной линии, Дзюн продолжила появляться в спин-оффах серии, включая подсерию Tekken Tag Tournament, где её альтер эго, Неизвестная, выступала в качестве финального босса. Несмотря на небольшое количество её появлений, персонаж приобрёл значительную популярность среди фанатов серии. Её возвращение в основной сюжет было анонсировано в ходе промо-кампании Tekken 8.

## Появление

### В видеоиграх
Дзюн — офицер организации защиты дикой природы WWWC. Её родные прозвали её «избранной». Она имеет экстрасенсорные способности и способна почувствовать дьявольский ген внутри тела Кадзуи. WWWC отдала Дзюн распоряжение об аресте Кадзуи Мисимы за контрабанду животных, находящихся под охраной. Под конец второго турнира «Король Железного Кулака» Дзюн осознаёт, что сверхъестественные силы Кадзуи исходят от Дьявола. Тем не менее, ей не удалось спасти Кадзую от тьмы, которая полностью поглотила его душу. В то же время между ними завязались отношения, которые привели к беременности Дзюн. После того, как Кадзуя был сброшен в вулкан своим отцом Хэйхати Мисимой в конце турнира, часть Дьявола покинула его тело и попыталась завладеть будущим ребёнком Дзюн. Несмотря на это, ей удалось победить его, после чего Дзюн сбежала в леса Якусима, чтобы воспитать своего ребёнка вдали от зла и опасности. Позднее она родила мальчика, которого назвала Дзином. Пятнадцать лет спустя, незадолго до событий Tekken 3, Дзюн почувствовала приближение Огра и сказала Дзину, чтобы он отправился на поиски своего деда по отцовской линии, если с ней что-то случится. Однажды ночью она подверглась нападению со стороны Огра. Несмотря на требования матери бежать, Дзин попытался спасти её, но Огр его оттолкнул и он потерял сознание. Очнувшись, Дзин увидел сожжённый дом, а свою мать не обнаружил. Одержимый жаждой мести, Дзин поклялся убить Огра.
Хотя Дзюн и не появляется в последующих каноничных играх серии, она неоднократно упоминается в сюжете. В эпилоге Дзина Кадзамы в Tekken 4 она выступает в качестве духа или видения, убеждая сына пощадить Хэйхати ради неё. Также её вспоминают Дзин и Кадзуя во время пролога к сюжетной кампании Tekken 6, пересказывающей основные события предыдущих игр. Вне основной серии Дзюн появляется как играбельный персонаж в неканонической Tekken Tag Tournament и её продолжении Tekken Tag Tournament 2, где является финальным боссом и, после победы над ней, переходит в свою демоническую форму Неизвестной. Также присутствует в спин-оффе к основной серии Tekken Revolution.

### Дизайн персонажа
Дзюн представлена как молодая японка со светлой кожей и короткими чёрными волосами. Её имя при написании через 準 буквально означает «соответствовать», но также может означать «чистая» при написании через 純. В дополнении к этому, она ассоциируется с белым цветом, символизирующим чистоту и невинность. Её основной наряд из Tekken 2 состоит из белой рубашки без рукавов, коротких чёрных штанов и чёрных ботинок с белыми носками. Альтернативный костюм Дзюн представляет собой светло-голубую спецформу организации WWWC. В Tekken Tag Tournament она носит одежду, основанную на каратеги. На рекламных плакатах к игре Дзюн изображена в белом платье. В этом же образе она фигурирует во вступительной заставке игры. Постоянным элементом её одежды является белая лента в волосах. В Tekken Tag Tournament 2 она по-прежнему носит одежду белого цвета в дополнении с узором в форме ворон на левой ноге, тематически схожим с пламенем Дзина на его правой ноге.

### Геймплей
Дзюн практикует стиль боевого искусства Кадзама, основанный на айкидо, дзюдзюцу и айки-дзюдзюцу. Её атаки обычно рассчитаны на нанесение небольшого количества урона, что делает её стиль более оборонительным, базирующимся на контратаках. Некоторые её приёмы использовались Дзином в Tekken 3 и большинство из них было позаимствовано её родственницей Асукой. После её возвращения в серию в Tekken Tag Tournament 2 движения Дзюн были значительно обновлены, в связи с чем её стиль стал более наступательным и отличным от стиля Асуки. Тем не менее, некоторые приёмы из предыдущих игр были удалены.

### Неизвестная
Неизвестная (яп. アンノウン) дебютировала в неканоничной Tekken Tag Tournament 1999 года, где выступила в качестве финального босса. Неизвестная была представлена как измученная душа, порабощённая «Лесным демоном» (который принимает волчью форму и во время сражений контролирует действия Дзюн). У неё проявляются некоторые демонические черты, такие как жёлтые светящиеся глаза и символ Дьявола на правом плече, напоминающий маркировку Дзина Кадзамы. Её фиолетовый «костюм» полностью покрывает обнажённое тело. Волосы имеют тёмно-каштановый оттенок. Альтернативное снаряжение Неизвестной представляет собой рваное коричневое платье с бинтами, которые окутывают её ладони и голени.

Неизвестная в Tekken Tag Tournament 2

У Неизвестной отсутствует история происхождения ввиду неканоничности Tekken Tag Tournament, однако в своём эпилоге она наконец побеждает «Лесного демона» и освобождается от его влияния. Исходя из её появления в Tekken Tag Tournament 2 становится ясно, что на самом деле Неизвестная является альтернативным образом Дзюн Кадзамы. Согласно артбуку Tekken 6 Arcade Stick Bundle, первоначально Неизвестная должна была оказаться сестрой Дзюн, порабощённой «Лесным демоном», но в итоге от идеи было решено отказаться.
У Неизвестной отсутствует собственный стиль боя, вместо этого она имитирует движения других персонажей. В Tekken Tag Tournament 2 она использует приёмы Дзюн Кадзамы вкупе с мистическими приёмами, такими как выступающие шипы и огромные руки. В Tekken Tag Tournament и его сиквеле Неизвестная оставалась неиграбельным персонажем. Впоследствии она была доступна для управления в консольной версии обеих игр.
Кроме того, Неизвестная появляется в Project X Zone 2.

## В других медиа
Дзюн является одним из главных персонажей аниме-сериала Tekken: The Motion Picture, по сюжету которого она пытается спасти Кадзую Мисиму от его тёмной стороны и не дать ему убить его отца, Хэйхати Мисиму. В художественном фильме Теккен 2009 года роль Дзюн исполнила японская актриса Тэмлин Томита. В отличие от первоисточника, Дзюн живёт вместе со своим взрослым сыном Дзином и погибает во время запланированной бомбёжки Tekken Corporation, что стимулирует Дзина принять участие в турнире, чтобы отомстить. Кроме того, она является главной героиней комиксов Tekken Forever и серии Tekken от ASPECT Comics.
В мерчандайзинге были выпущены плюшевая игрушка Дзюн на основе её появления в Tekken 2 и фигурка версии Дзюн из Tekken Tag Tournament. Наряду с Кадзуей она является частью серии фигурок от Play Arts Kai, основанных на их появлении в Tekken Tag Tournament 2, которые были разработаны Square Enix и впервые представлены на San Diego Comic-Con International 2012. Фигурка Дзюн из серии «Теккен Бисёдзё» была выпущена Kotobukiya в 2014 году. Их с Асукой наряды из Tekken Tag Tournament 2 были смешаны в единый костюм, являющийся частью DLC «Sexy» для Soulcalibur V.
Дзюн, вновь озвученная Нотой, появляется в аниме Tekken: Bloodline, представляющего собой вольную адаптацию событий Tekken 3. Аниме подтверждает, что Дзюн погибла от рук Огра.

## Отзывы и мнения
Персонаж был хорошо принят общественностью. Говоря о Дзюн из Tekken: The Motion Picture, Common Sense Media отметила, что её персонаж и мораль придают фильму социальную ценность. По словам GamesRadar, «несмотря на сравнительно небольшую роль, Дзюн является своего рода стержнем продолжающегося сюжета серии». В 2013 году Complex поместил Дзюн на 12 место среди лучших персонажей Tekken всех времён, отметив, что «хотя она перестала быть играбельным персонажем после Tekken 2, Дзюн продолжает влиять на многих героев». В 2014 году по опросу Digital Spy Дзюн заняла 8 место в списке любимых персонажей Tekken по мнению фанатов. В 2015 году Дзюн была одной из персонажей, «достойных упоминания» в «Топе 10 лучших персонажей Tekken» по версии WatchMojo.
GamesRadar назвал Дзюн одной из 10 лучших «мамочек» в 2008 году. Её игровая модель из Tekken 2 была включена в список «уродливых полигональных деток прошлых лет» из статьи о привлекательных игровых персонажах из старых игр, чьи низкоуровневые графические модели противоречили их привлекательному внешнему виду. Автор статьи в GamesRadar отметил, что «Дзюн всегда представляла собой мягкую и заботливую девушку, чья женственность шла вразрез с её выбранной карьерой выбивать людям зубы». Джефф Перлин из Breakdown заявил, что если бы он мог стать одним из персонажей видеоигр, то это была бы «Дзюн Кадзама, так как я мог бы ежедневно ощущать мои сиськи и попу, и надирать задницы». В 2013 году Неизвестная заняла 10 место в списке «самых жестоких женщин в видеоиграх на сегодняшний день» по версии Gamenguide.
GameSpot был рад возвращению Дзюн во франшизу, заявив, что «это было долгожданное возвращение». В официальном опросе Namco Дзюн стала наиболее востребованным персонажем по добавлению в Tekken X Street Fighter, набрав 16,41 % голосов. Производитель Street Fighter Ёсинори Оно отметил, что Дзюн является тем персонажем, которого он больше всего хочет включить в игру, также выразив желание вернуть Дзюн в основную сюжетную линию серии Tekken. Разработчик серии игр Tekken Кацухиро Харада получил большое количество заявок от фанатов с просьбой вернуть Дзюн, ссылаясь на то, что по сюжету всё это время она была «без вести пропавшей», а не погибшей. Харада принял просьбу к рассмотрению. Это привело к её возвращению в Tekken Tag Tournament 2. В мае 2012 года Дзюн была 21 из 44 персонажей, наиболее часто используемых в режиме онлайн в аркадной версии Tekken Tag Tournament 2 на тот момент.